# Кросс-Крік (Пенсільванія)
Кросс-Крік (англ. Cross Creek) — переписна місцевість (CDP) в США, в окрузі Вашингтон штату Пенсільванія. Населення — 121 особа (2020).

## Географія
Кросс-Крік розташований за координатами 40°19′35″ пн. ш. 80°24′33″ зх. д. / 40.32639° пн. ш. 80.40917° зх. д. (40.326398, -80.409115).  За даними Бюро перепису населення США в 2010 році переписна місцевість мала площу 0,94 км², уся площа — суходіл.

## Демографія
Згідно з переписом 2010 року, у переписній місцевості мешкало 137 осіб у 55 домогосподарствах у складі 38 родин. Густота населення становила 146 осіб/км².  Було 57 помешкань (61/км²).
Расовий склад населення:
| - 97,8 % — білих - 2,2 % — чорних або афроамериканців |

До двох чи більше рас належало 0,0 %. Частка іспаномовних становила 5,1 % від усіх жителів.
За віковим діапазоном населення розподілялося таким чином: 19,0 % — особи молодші 18 років, 65,7 % — особи у віці 18—64 років, 15,3 % — особи у віці 65 років та старші. Медіана віку мешканця становила 45,8 року. На 100 осіб жіночої статі у переписній місцевості припадало 95,7 чоловіків;  на 100 жінок у віці від 18 років та старших — 94,7 чоловіків також старших 18 років.
Середній дохід на одне домашнє господарство  становив 68 974 долари США (медіана — 39 375), а середній дохід на одну сім'ю — 83 769 доларів (медіана — 68 750). За межею бідності перебувало 10,8 % осіб, у тому числі 50,0 % дітей у віці до 18 років та 0,0 % осіб у віці 65 років та старших.
Цивільне працевлаштоване населення становило 77 осіб. Основні галузі зайнятості: виробництво — 28,6 %, фінанси, страхування та нерухомість — 13,0 %, освіта, охорона здоров'я та соціальна допомога — 13,0 %.